# La mujer sin alma
La mujer sin alma es una película mexicana de drama romántico de 1944, escrita y dirigida por Fernando de Fuentes y protagonizada por María Félix y Fernando Soler. La película se basa en la novela La razón social escrita por el francés Alphonse Daudet.

## Sinopsis
Teresa (María Félix) es una joven de clase media que tras asistir a un baile de gente aristocrática, y de confirmar su belleza y encanto, decide salir de la pobreza a base de su belleza, convirtiéndose en una "trepadora social". Sus principales víctimas serán Don Alfredo Velasco (Fernando Soler) y su sobrino político Enrique Ferrer (Antonio Badú). La desgracia de toda una familia no será obstáculo para la ambición de Teresa.

## Reparto
- María Félix … Teresa López
- Fernando Soler … don Alfredo Velasco
- Antonio Badú … Enrique Ferrer
- Andrés Soler … Vicente Ferrer
- Carlos Martínez Baena … Rosendo Buendía
- Chela Campos ... Rosita
- Carlos Villatoro ... Luis
- Virginia Serret ... Mercedes
- Emma Roldán  ... Sra. Camparelli
- Mimí Derba  ... mamá de Teresa
- Luis G. Barreiro ... Heriberto Rebolledo
- Rafael Icardo ... don Héctor
- María Gentil Arcos ... mamá de Rosita
- Salvador Quiroz ... don Ramón Ferrer
- José Arratia